# Philodromus quercicola
Philodromus quercicola este o specie de păianjeni din genul Philodromus, familia Philodromidae, descrisă de Schick, 1965. Conform Catalogue of Life specia Philodromus quercicola nu are subspecii cunoscute.